# Bevaringsdeklaration
En bevaringsdeklaration er i Danmark en aftale, der tinglyses på en ejendom, der er bygningsfredet. Det er ejeren af ejendommen, der kan vælge at få en bevaringsdeklaration tinglyst, men deklarationen skal godkendes af Kulturarvsstyrelsen
En bevaringsdeklaration er en aftale mellem ejeren og staten, og den giver mulighed for:
- at blive fritaget for ejendomsskat
- at opnå økonomisk støtte over en vis størrelse til restaureringsarbejder
- at opdele bygningen i ejerlejligheder.

Ved denne aftale fraskriver ejeren sig retten til at kunne kræve statslig overtagelse af ejendommen, hvis en senere ansøgning om nedrivning af den fredede bygning afvises.
Blandt andre et antal fredede herregårde er underlagt en bevaringsdeklaration.